# Ojstro, Trbovlje
Ojstro este o localitate din comuna Trbovlje, Slovenia, cu o populație de 159 de locuitori.